# Alec Soth
Alec Soth (Minneapolis, 1969) is een Amerikaanse fotograaf. Hij is de auteur van talrijke fotoboeken, waaronder een aantal uitgegeven door zijn eigen "experimentele kunstinstuut" Little Brown Mushroom.
Soth is lid van Magnum fotoagentschap sinds 2004 en volwaardig lid sinds 2008. Soth maakt vaak gebruik van een 8X10 inch technische camera, wat toelaat erg grote afdrukken te maken die haarscherp zijn en op tentoonstellingen erg goed tot hun recht komen.

## Publicaties
- Sleeping by the Mississippi.
  - Göttingen: Steidl, 2004. ISBN 978-3865210074.
  - Göttingen: Steidl, 2008. ISBN 978-3-86521-753-0.
  - Uitgebreidde versie met 2 extra foto's. Londen: Mack ISBN 978-1-910614-89-1.
- Niagara. Göttingen: Steidl, 2008. ISBN 978-3865212337.
- Over the Rainbow: Alec Soth's Niagara. London: Mack, 2018. ISBN 978-1-912339-259.
- Fashion Magazine. Paris: Magnum, 2007. ISBN 978-2-9524102-1-2.
- Dog Days Bogota. Göttingen: Steidl, 2007. ISBN 978-3-865214-51-5.
- Last Days of W. St. Paul, MN: Little Brown Mushroom, 2008.
- Sheep. TBW Subscription Series #2. Oakland, CA: TBW, 2009.
- Broken Manual. Göttingen: Steidl, 2010. ISBN 978-3-869301-99-0. Met Lester B. Morrison.
- From Here to There: Alec Soth’s America. Minneapolis, MN: Walker Art Center, 2010. ISBN 978-0-935640-96-0 Bevat het afzonderlijke boek The Loneliest Man in Missouri die in de achteromslag zit.
- Ash Wednesday, New Orleans. Kamakura, Japan: Super Labo, 2010.
- One Mississippi. Nazraeli Press, 2010.
- Lonely Boy Mag. No. A-1: Alec Soth’s Midwestern Exotica. St. Paul, MN: Little Brown Mushroom, 2011. Editie van 1000 exemplaren.
- One Day: 10 Photographers. Heidelberg: Kehrer, 2011. ISBN 978-3-86828-173-6. Een box met een set van 10 boeken waarvan alle foto's gemaakt zijn op 21 juni 2010. De andere boeken zijn door Jessica Backhaus, Gerry Badger, Benge, John Gossage, Todd Hido, Rob Hornstra, Rinko Kawauchi, Eva Maria Ocherbauer en Martin Parr.
- La Belle Dame Sans Merci. Edizioni Punctum, 2011. 500 exemplaren waarvan 175 in het Italiaans

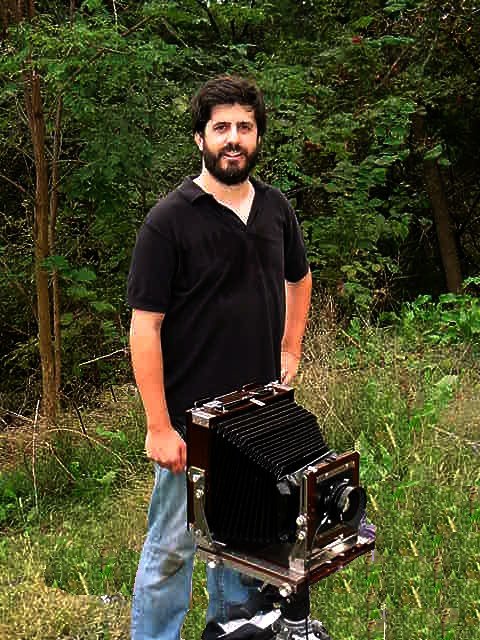
Alec Soth, in 2007, met een technische camera.

- Alec Soth, in 2007, met een technische camera.Looking for Love. Berlin: Kominek Bücher, 2012.
- Bogota Funsaver. One Picture Book 88. Portland, OR: Nazraeli Press, 2014. ISBN 9781590054178. 500 exemplaren
- Songbook. Göttingen. London: Mack, 2015. ISBN 978-1910164020.
- Gathered Leaves. London: Mack, 2015. ISBN 9781910164365. 29 grote postkaarten en mini facsimile versies van Sleeping by the Mississippi, Niagara, Broken Manual, en Songbook.
- I Know How Furiously Your Heart Is Beating. London: Mack, 2019. ISBN 978-1-912339-31-0. Bevat een interview met Soth door Hanya Yanagihara.